# Под знаменем марксизма
«Под зна́менем маркси́зма» — советский философский и общественно-экономический журнал, выходивший в Москве с января 1922 года по июнь 1944 года. Выходил ежемесячно, за исключением 1933—1935 годов, когда выходил раз в два месяца.

## История
Изначально создавался для философско-политической травли А. А. Богданова и «богдановщины» (махизма, пролетарской культуры и т. д.)

Напомню о своем положении за последние три года. Я подвергался не десяткам, а, полагаю, сотням нападений со стороны влиятельных лиц, а то и влиятельных кругов, — в официальных документах, публичных выступлениях, в газетных, журнальных статьях, целых книгах. Я как-то сказал, что журнал «Под знаменем марксизма» издается наполовину против меня, бывший при этом Ш. М. Дволайцкий, сам один из ближайших сотрудников этого журнала, поправил меня: «Не наполовину, а вполне». Мои попытки отвечать не печатались; да и немыслимо было бы на все ответить.— А. А. Богданов Дневниковые записи об аресте и пребывании во внутренней тюрьме ГПУ, 25 октября 1923 г. // Неизвестный Богданов. В 3 кн. Кн. 1. М.
В постановлении ЦК ВКП(б) «О журнале «Под знаменем марксизма», где был осуждён «меньшевиствующий идеализм» главного редактора А. Деборина, указывалось:

Важнейшей задачей «Под знаменем марксизма» должно быть действительное выполнение намеченной для него Лениным программы, разработка ленинского этапа развития диалектического материализма, беспощадная критика всех антимарксистских и, следовательно, антиленинских установок в философии, общественных и естественных науках, как бы они ни маскировались. Журнал должен разрабатывать теорию материалистической диалектики, вопросы исторического материализма в тесной связи с практикой социалистического строительства и мировой революции.— Постановление ЦК ВКП(б) от 25 января 1931 г. «О журнале «Под знаменем марксизма»
После смерти Богданова и предания забвению его философского наследия на государственном уровне, издание потеряло смысл.

 У советских философов в течение 1922—1943 годов был свой журнал, носивший название «Под знаменем марксизма». Он родился в начале 1922 года, и в его № 3 была напечатана программная статья В. И. Ленина «О значении воинствующего материализма». Много хороших, боевых статей за 20 лет опубликовал на своих страницах этот журнал; но во время войны он как-то захирел и в середине 1943 года прекратил вообще своё существование. Он не был закрыт. Нет, он просто не имел сил выходить в свет. — Б. М. Кедров «Как создавался наш журнал»
Преемником «Под знаменем марксизма» считается журнал «Вопросы философии», издающийся с 1947 года.

## Редакция
Ответственные редакторы журнала: В. А. Тер-Ваганян (1922—1923), акад. А. М. Деборин (1926—1930), акад. М. Б. Митин (1931—1944), член-корр. АН СССР М. Т. Иовчук (1944).
В различное время в редакционной коллегии состояли: М. Н. Покровский, И. И. Скворцов-Степанов, В. И. Невский, Я. Э. Стэн, В. В. Адоратский, Э. Я. Кольман, А. А. Максимов, А. К. Тимирязев, П. Ф. Юдин, П. Н. Федосеев, Л. А. Орбели, В. П. Потёмкин, С. И. Вавилов, Л. А. Леонтьев, В. С. Кружков и другие известные научные и партийные деятели:
- 1922: нет информации
- с 1923: А. Деборин, В. Невский, Д. Рязанов, А. Тимирязев и др.; с 6-7 номера: В. Тер (главный редактор)
- с 1925 (номер 1-2) по 1926 (номер 11): А. Деборин, В. Невский, А. Тимирязев, В. Тер, а тж. Н. А. Карев, М. Н. Покровский, И. И. Скворцов-Степанов
- с 1926 (номер 12) по 1928 (номер 3): А. Деборин (главный редактор), В. Невский, А. Тимирязев, В. Тер, М. Н. Покровский, а тж. А. А. Максимов, Я. Э. Стэн, А. Я. Троицкий
- с 1928 (номер 4) по 1930 (номер 9): А. Деборин (главный редактор), В. Невский, А. Тимирязев, В. Тер, М. Н. Покровский, А. А. Максимов, Я. Э. Стэн
- с 1930 (номера 10-11-12) по 1932 (номер 1-2): М. Б. Митин (главный редактор), А. Деборин, В. Невский (?), А. Тимирязев, В. Тер (?), М. Н. Покровский, А. А. Максимов, Я. Э. Стэн (?), А. Я. Троицкий (?), а тж. В. В. Адоратский, Э. Кольман, П. Ф. Юдин
- с начала 1931 (по положению дел на 25 января 1931): Покровский М. Н., Адоратский, Митин М. В., Кольман Э., Юдин, Максимов А. А., Деборин А. М., Тимирязев А. К.
- с 1934 (номер 5) по 1936: М. Б. Митин (главный редактор), А. Деборин, А. Тимирязев, А. А. Максимов, В. В. Адоратский, Э. Кольман, П. Ф. Юдин
- в конце 1939 (1939, № 10): В. В. Адорацкий, М. Б. Митин, Э. Кольман, П. Ф. Юдин, А. А. Максимов, А. М. Деборин, А. К. Тимирязев, М. Н. Корнеев
- с 1936 (номер 2-3) по 1942 (номер 10): М. Б. Митин (главный редактор), А. Деборин, А. Тимирязев, А. А. Максимов, В. В. Адоратский, Э. Кольман, П. Ф. Юдин, а тж. М. Н. Корнеев
- с 1942 (номер 11-12) по 1944 (номер 2-3): М. Б. Митин (главный редактор), П. Ф. Юдин, М. Н. Корнеев, а тж. П. Н. Федосеев, Л. А. Леонтьев, В. С. Кружков, Л. А. Орбели, В. П. Потемкин, С. И. Вавилов, М. П. Толченов
- в 1944 (номер 4-5): М. Т. Иовчук (главный редактор), М. Б. Митин, П. Н. Федосеев, Л. А. Леонтьев, В. С. Кружков, Л. А. Орбели, В. П. Потемкин, П. Ф. Юдин, С. И. Вавилов, М. П. Толченов, М. Н. Корнеев